# Hugh Percy, 2.º Duque de Northumberland

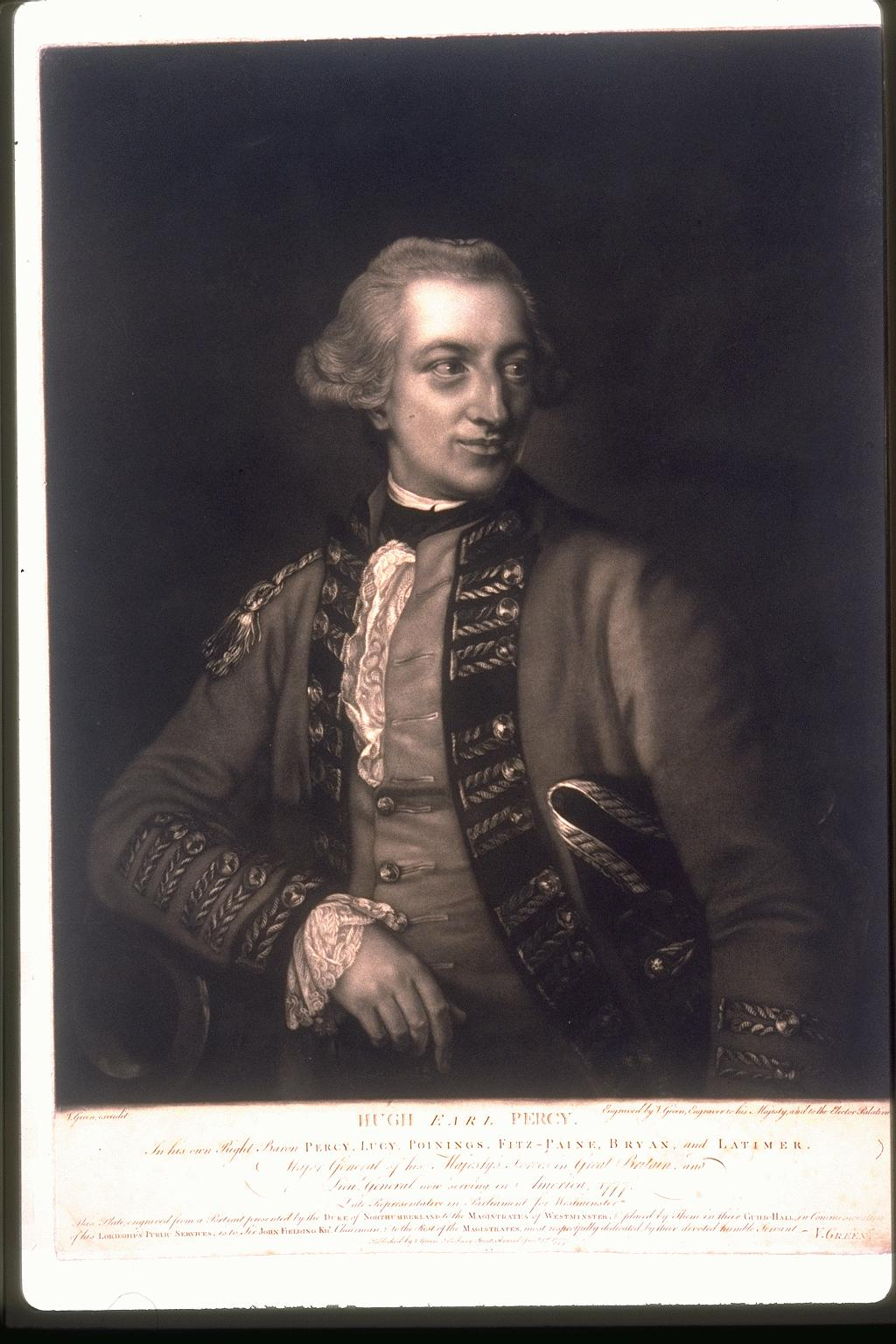
O 2.° Duque de Northumberland

Hugh Percy, 2.º Duque de Northumberland FRS (14 de agosto de 1742 — 10 de julho de 1817) foi um nobre, militar e político britânico.
Nascido Hugh Smithson, ele era o filho mais velho do 1.º Duque de Northumberland e de Elizabeth Percy, Baronesa Percy. Assumiu, juntamente com seu pai, o sobrenome "Percy" por Ato do Parlamento, em 1750.
Entre 1750 e 1766, foi titulado Lorde Warkworth.